# Домінік Шмід
Домінік Шмід (нім. Dominik Schmid, нар. 10 березня 1998, Райнфельден) — швейцарський футболіст, півзахисник клубу «Базель» та молодіжної збірної Швейцарії.
Виступав також за клуб «Грассгоппер».
Чемпіон Швейцарії. Володар Кубка Швейцарії.

## Клубна кар'єра
Народився 10 березня 1998 року в місті Райнфельден.
У дорослому футболі дебютував 2016 року виступами за команду «Базель» U-21, в якій провів два сезони, взявши участь у 26 матчах чемпіонату.
Згодом з 2017 по 2020 рік грав у складі команд «Базель», «Лозанна» та «Віль».
Своєю грою за останню команду привернув увагу представників тренерського штабу клубу «Грассгоппер», до складу якого приєднався 2020 року. Відіграв за команду з Цюриха наступні три сезони своєї ігрової кар'єри. Більшість часу, проведеного у складі «Грассгоппера», був основним гравцем команди.
До складу клубу «Базель» знову приєднався 2023 року. Станом на 5 серпня 2023 року відіграв за команду з Базеля 71 матч в національному чемпіонаті.

## Виступи за збірні
У 2015 році дебютував у складі юнацької збірної Швейцарії (U-17), загалом на юнацькому рівні взяв участь в 11 іграх, відзначившись одним забитим голом.
Протягом 2017–2019 років залучався до складу молодіжної збірної Швейцарії. На молодіжному рівні зіграв у 4 офіційних матчах.